# Torrent de Valldeperes
El Torrent de Valldeperes és un torrent afluent per la dreta de la Riera de Valldeperes, al Bages.

## Municipis per on passa
El curs del Torrent de Valldeperes transcorre íntegrament pel terme municipal de Navars.

## Xarxa hidrogràfica
La xarxa hidrogràfica del Torrent de Valldeperes està integrada per 2 cursos fluvials que sumen una longitud total de 3.329 m.

### Distribució per termes municipals
Tota la seva xarxa transcorre íntegrament pel terme municipal de Navars.